# Anomala kristenseni
Anomala kristenseni är en skalbaggsart som beskrevs av Ohaus 1912. Anomala kristenseni ingår i släktet Anomala och familjen Rutelidae. Inga underarter finns listade i Catalogue of Life.